# پاوامتوره

پاوامتوره شهری در شهرستان توئسه در استان بازگا در بورکینافاسوی مرکزی است و جمعیت آن ۱۰۱۶ نفر است.